# Schronisko w Ryczowie Pierwsze
Schronisko w Ryczowie Pierwsze, Schronisko w Ryczowie I – schronisko we wsi Ryczów w województwie śląskim, w powiecie zawierciańskim, w gminie Ogrodzieniec. Znajduje się w skale Strażnica z ruinami Strażnicy Ryczów. Pod względem geograficznym jest to obszar Wyżyny Mirowsko-Olsztyńskiej, będącej częścią Wyżyny Częstochowskiej w obrębie Wyżyny Krakowsko-Częstochowskiej.

## Opis obiektu
Schronisko znajduje się po zachodniej stronie szerokiej szczeliny dzielącej skałę. Ponad otworem jest okap o szerokości do 5,5 m i wysokości 3 m.  Od otworu odbiegają dwa korytarze. Prawy ma wysokość 1 m, początkowo jest dość szeroki (1,3 m), ale stopniowo się zwęża, w końcu staje się niemożliwy do przejścia i przechodzi w dwa ciasne kanały. Jeden z nich w dalszym ciągu biegnie poziomo, drugi pionowo do powierzchni skały.  Lewy korytarz ma długość 3 m i wysokość 2,5 m i również kończy się niemożliwym do przejścia kanałem.
Schronisko powstało w warunkach freatycznych w wapieniach z jury późnej. Jego ściany są silnie zwietrzałe, o gąbczastej strukturze. Występują w nich liczne, drobne kanaliki i rury. Namulisko cienkie, składające się z gliny, piasku i gruzu wapiennego. Brak roślin, ze zwierząt obserwowano pajęczaki.

## Historia badania i dokumentacji
Schronisko znane jest od dawna. Opisał go K. Kowalski w 1951 roku. Podaje, że na powierzchni namuliska znalazł duże ilości ceramiki pochodzącej ze średniowiecza. Dokumentację schroniska opracowali M. Szelerewicz i A. Górny w maju 1991 r.

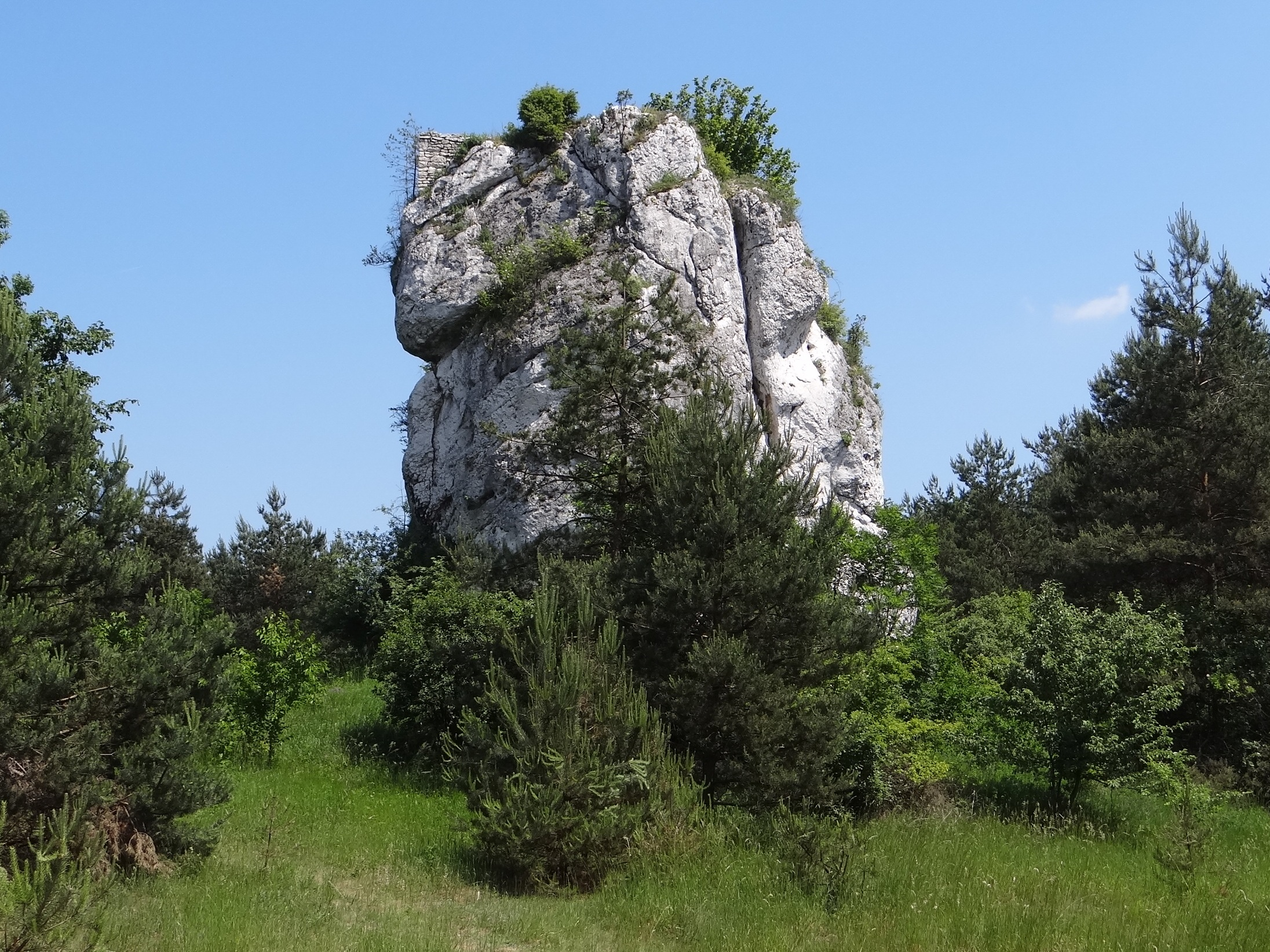
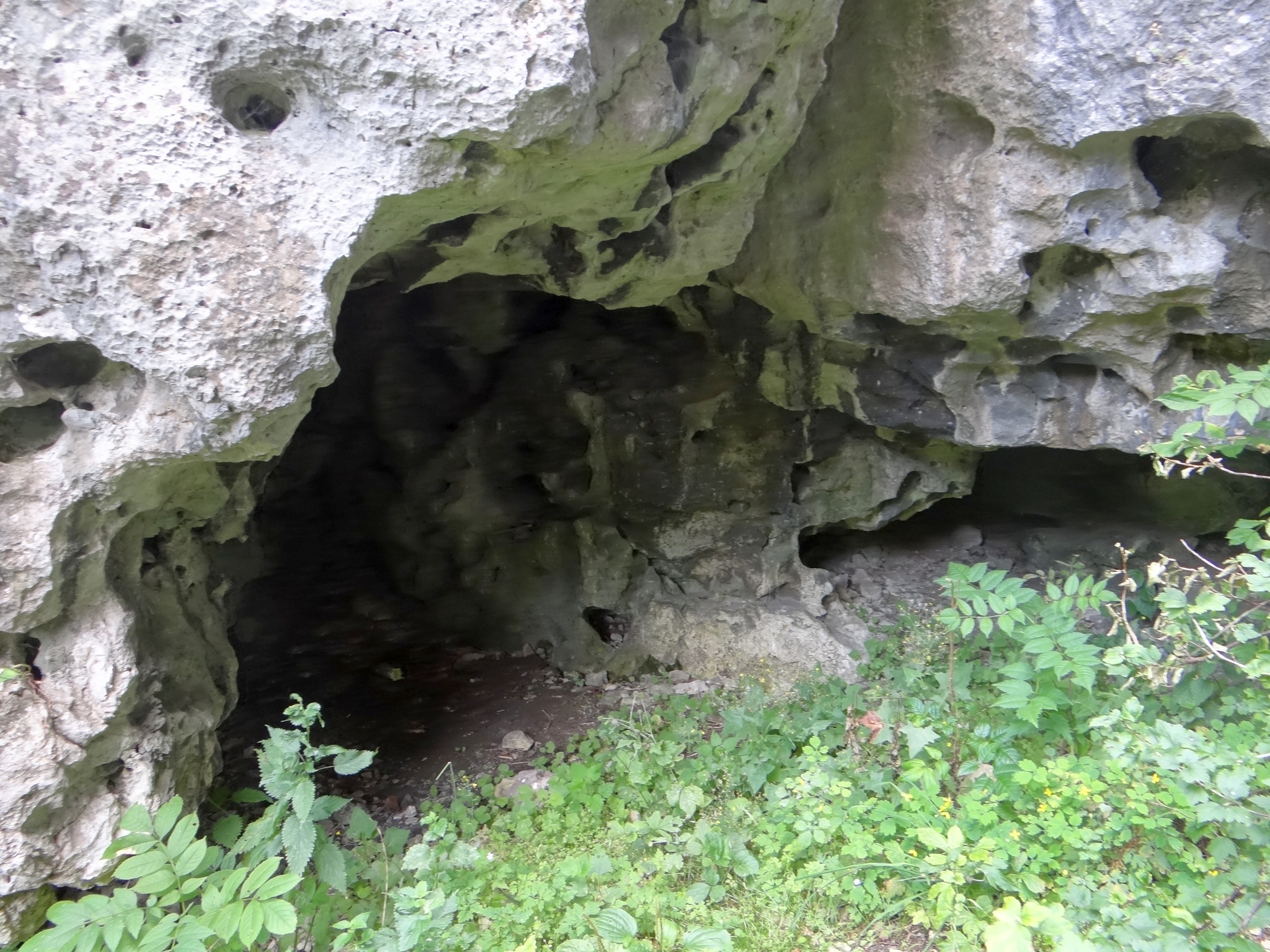
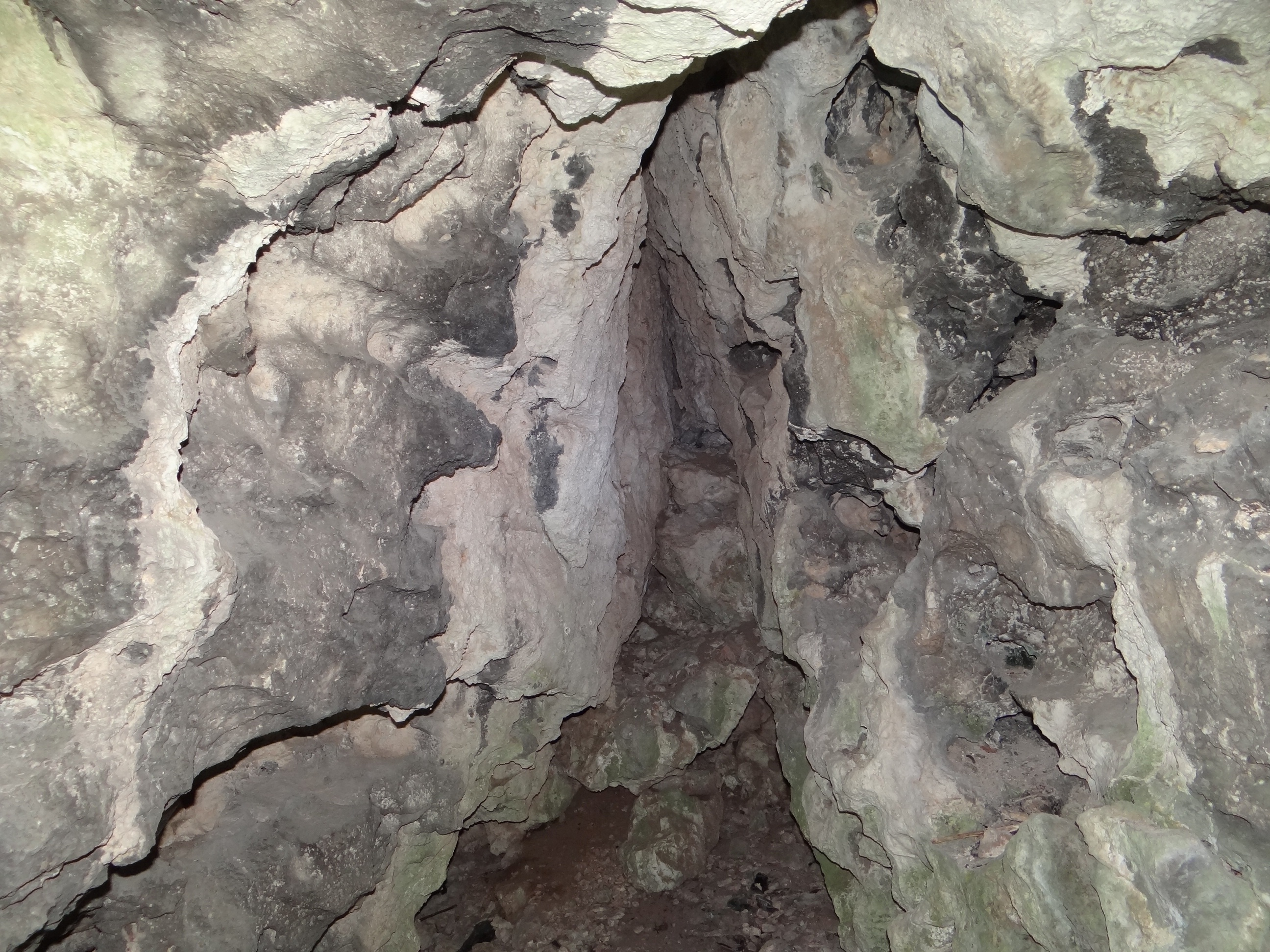
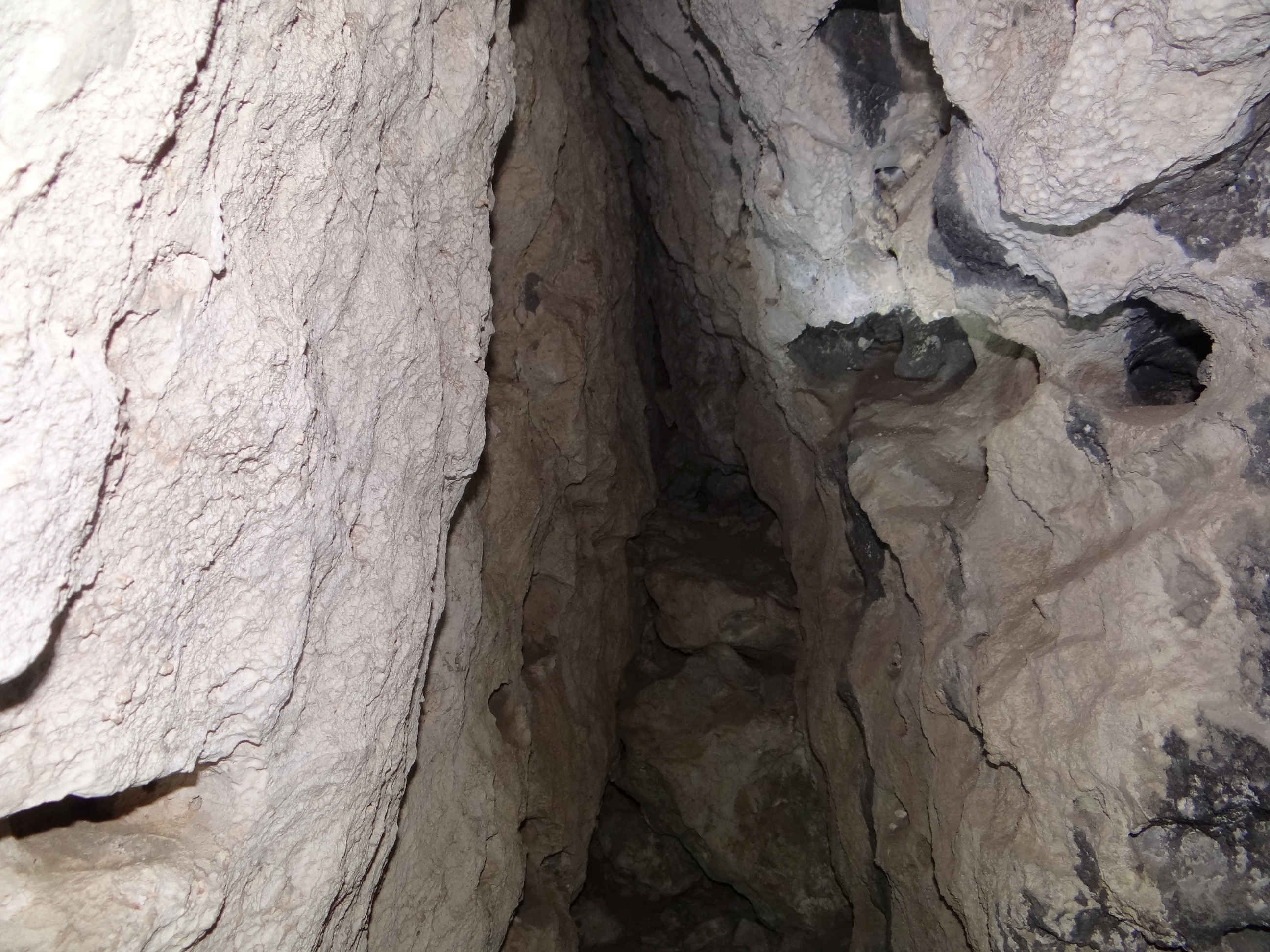
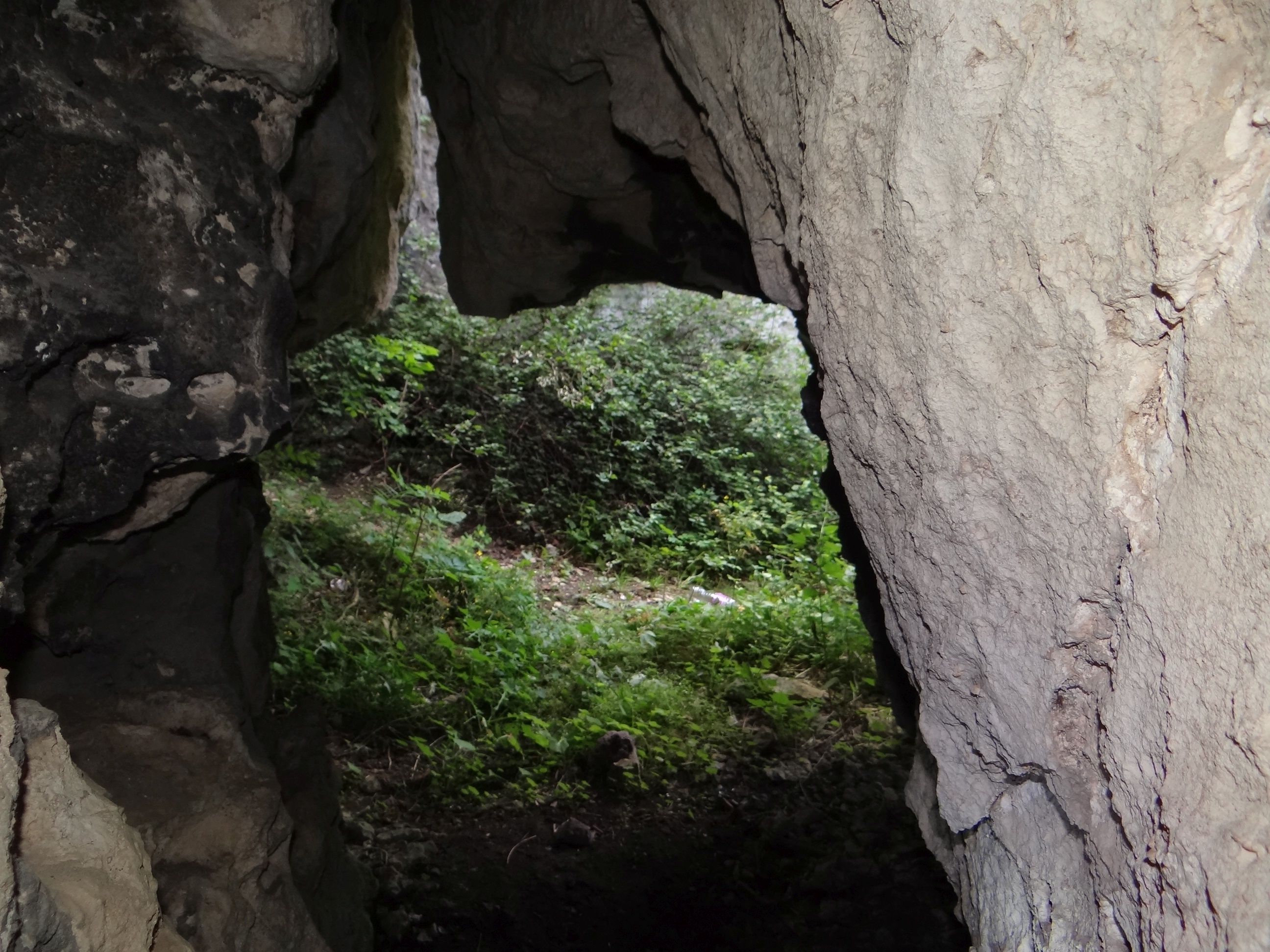
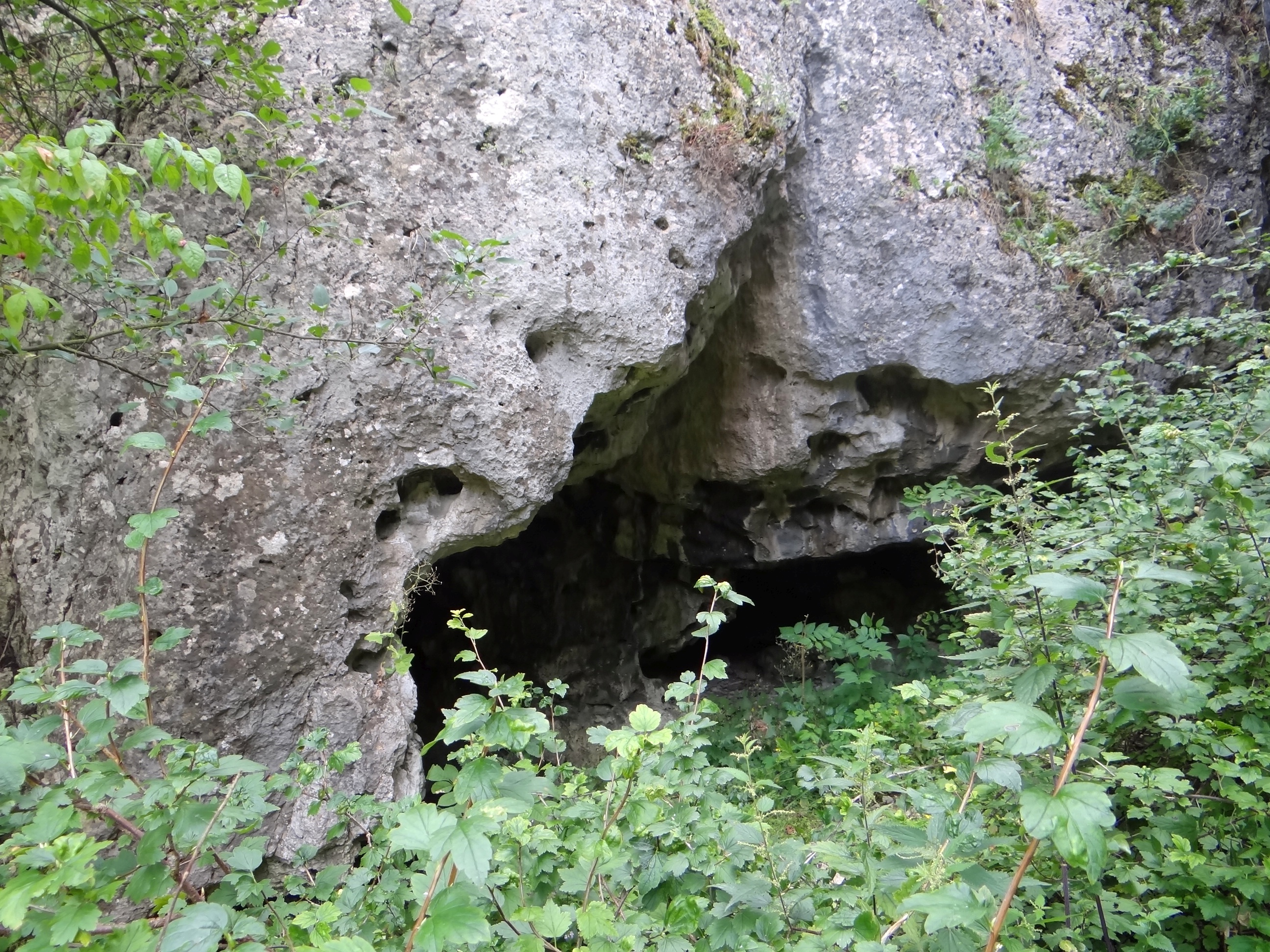